# ボルマトリクス

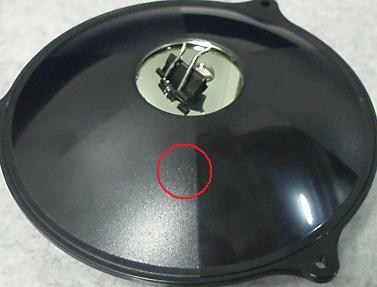
見えている物（クリップ）は像であり、物体は赤丸の位置に存在する。

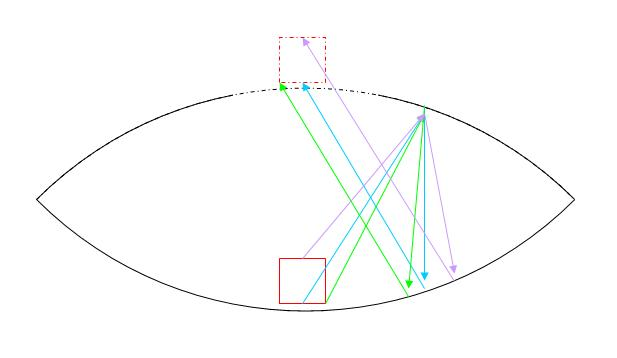
像は、上下は物体と同じ、前後左右は逆になる。

ボルマトリクスとは、二枚の凹面鏡を、縁同士を合わせるように向かい合わせて配置することで、一方の凹面鏡の焦点にある物体を、他方の凹面鏡の焦点にあるかのように見せる装置である。

## 装置の概要
通常、上側に焦点部位付近を欠く（＝穴の空いた）凹面鏡を、下側に完全な凹面鏡を設ける。
上側の凹面鏡の焦点部位（装置全体の底にあたる）に物体を配置すると、物体からの光が上下の凹面鏡に反射され、下側の凹面鏡の焦点部位（装置全体の天井にあたる）に実像を結ぶため、装置を斜め上から観察すると、装置の底にある物体が、あたかも装置の天井部に存在するかのように見える。
物体からの光の経路を矢印で示す。黄色で示した部分が、像を見ることのできる範囲である

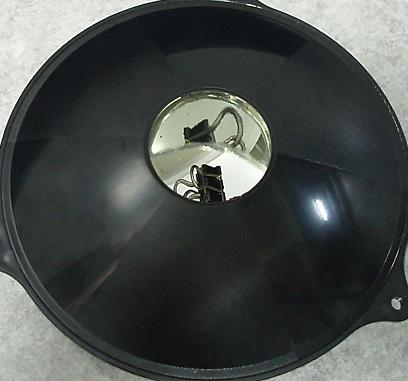
上図の①から見た様子。上側：像、下側：実際の物体
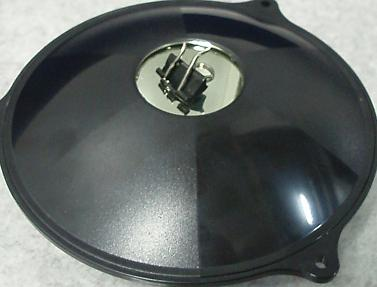
上図の②から見た様子。浮き出て見えるのは像である。
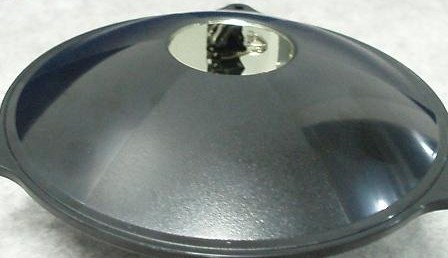
上図の③から見た様子。見る角度が水平に近くなると、像の上部が欠ける。
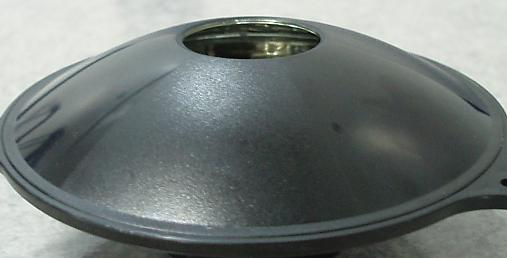
上図の④から見た様子。さらに水平に近い位置から見ると、実際には装置の上には何も出ていないことがわかる。

## 用途
博物館等での展示用、学校での凹面鏡の学習用等に用いられ、
ボルマトリクス、ミラージュ、３Ｄマジックスコープ等の名称で販売されている。

東京都千代田区の科学技術館では大型の物が「まぼろしの名水」というタイトルで展示されている。

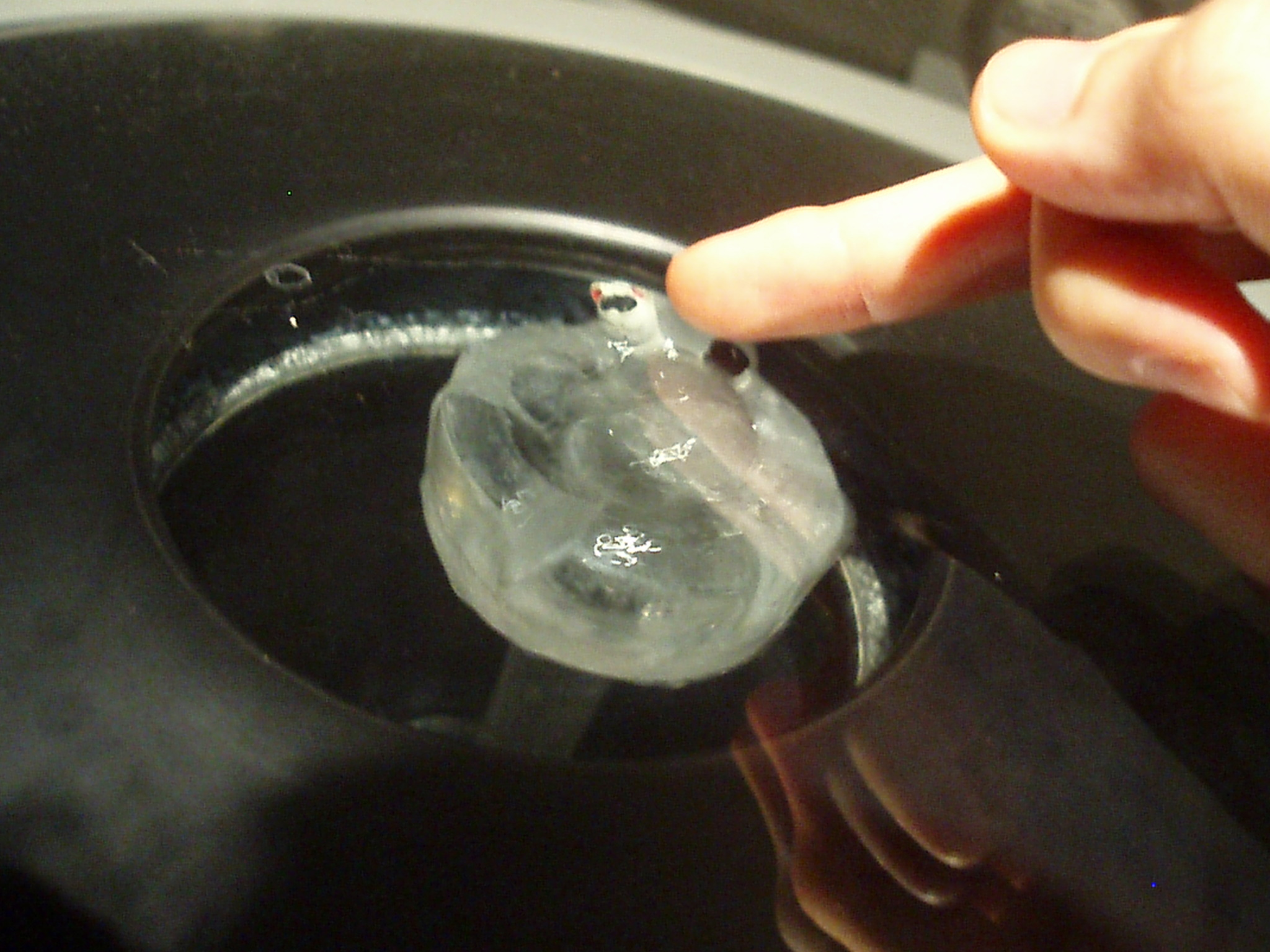
物体が浮いているように見えるが、触れることはできない。
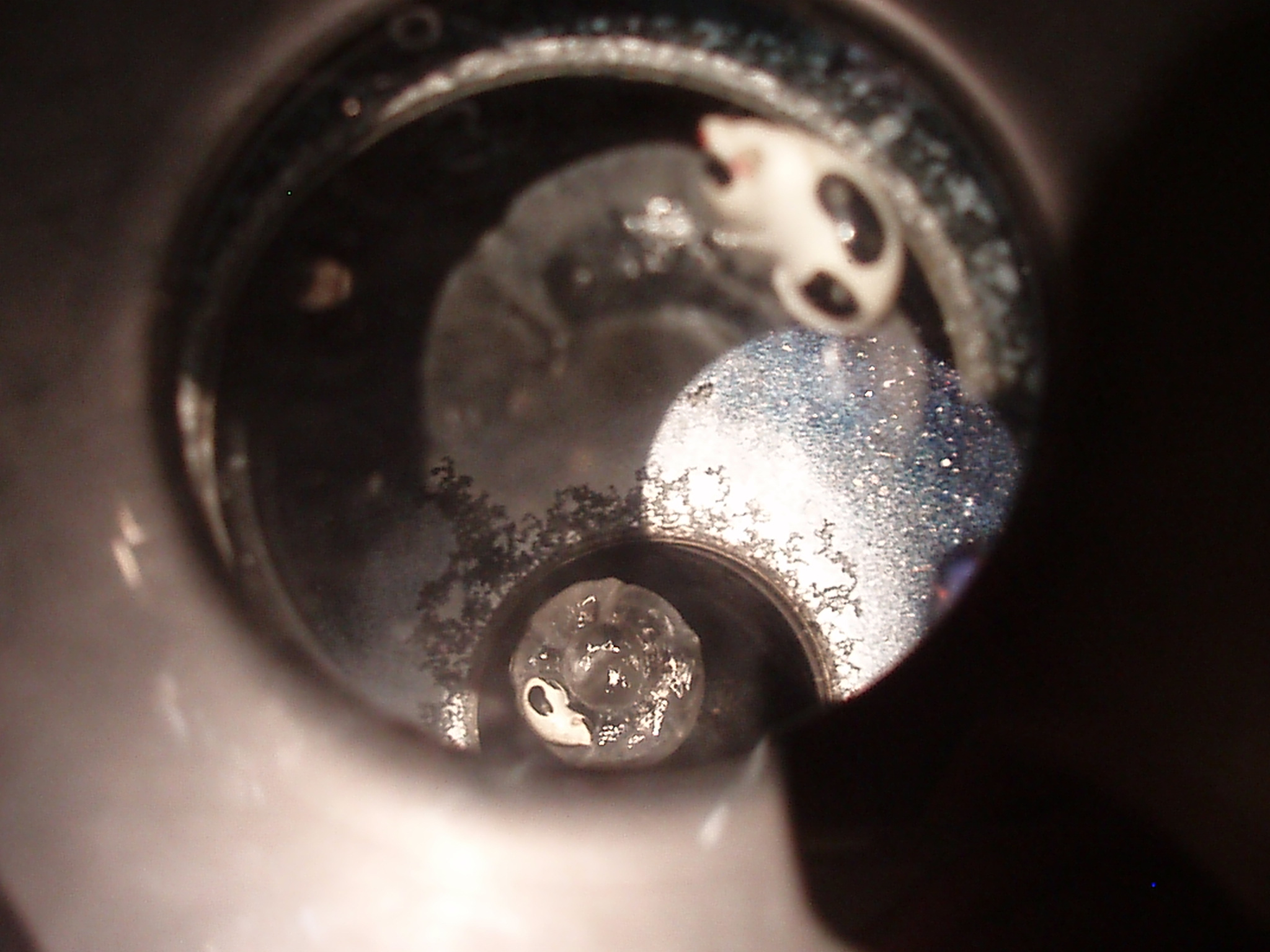
上に薄く大きく見えているのは像であり、実物ははるか下に設置されている。

懐中電灯の光源を覆う鏡や、おたま等を二枚用いても作成することができる。